# 슈리야 필가온카르
슈리야 필가온카르(영어: Shriya Pilgaonkar, 1989년 4월 25일 ~ )는 인도의 배우, 감독, 프로듀서이다.

## 같이 보기
- 인도 영화 배우 목록